# La Flamme (film, 1923)
Pour les articles homonymes, voir La Flamme.
Pour l’article ayant un titre homophone, voir Laflamme.
Pour plus de détails, voir Fiche technique et Distribution.
La Flamme (titre original : Die Flamme, autre titre : Montmartre) est un film allemand réalisé par Ernst Lubitsch et sorti en 1923.

## Fiche technique
- Titre original : Die Flamme
- titre alternatif : Montmartre
- Réalisation : Ernst Lubitsch
- Scénario : Hanns Kräly d'après une pièce de Hans Müller
- Durée : 43 minutes
- Dates de sortie : 
  - République de Weimar : 11 septembre 1923

## Distribution
- Pola Negri : Yvette
- Hermann Thimig : Adolphe
- Alfred Abel : Gaston
- Hilde Woerner : Louise
- Frida Richard : Madame Vasal
- Jakob Tiedtke : Monsieur Borell
- Max Adalbert : Journalist
- Ferdinand von Alten : Mann von Welt
- Jenny Marba : Adolphes Mutter